# Фернандо Вердаско
Ферна́ндо Верда́ско Кармо́на (ісп. Fernando Verdasco Carmona, *15 листопада 1983, Мадрид) — іспанський тенісист, володар Кубка Девіса 2008 у складі збірної Іспанії. Статус професіонала отримав у 2001 році.
- Півфіналіст Відкритого чемпіонату Австралії 2009 року в одиночному розряді, поступився у 5-сетовому матчі 1-й ракетці світу Рафаелю Надалю — 7-6(4), 4-6, 6-7(2), 7-6(1), 4-6. Матч тривав 5 годин 14 хвилин, що стало рекордом тривалості в історії цього турніру Великого шолому.
- Переможець 2 турнірів АТР в одиночному розряді та фіналіст 5 турнірів.
- Переможець 1 турніру АТР в парному розряді та фіналіст 2 турнірів.
- Виступає за збірну Іспанії в Кубку Девіса з 2005 року, за цей час зіграв 15 матчів, з яких виграв 9.

## Біографія
Вердаско почав займатися тенісом у віці чотирьох років. Його першим тренером був його батько, з яким він тренувався на задньому дворі свого будинку. Його батько був власником ресторану в центрі Мадрида. У Фернандо Вердаско є 2 сестри Ганна та Сара.
У 2001 році Фернандо вперше виступає на тенісному турнірі, а з 2003 року до нього приходять перші успіхи на «Мастерсі» у Маямі. Тоді Фернандо Вердаско дійшов до третього кола, де поступився співвітчизнику Карлосу Мойе. В цьому ж році дійшов до третього раунду US Open, обігравши в другому колі іспанця Томмі Робредо.
У 2004 році Фернандо Вердаско, після перемоги в турнірі у Валенсії займає 36 місце в рейтингу ATP.

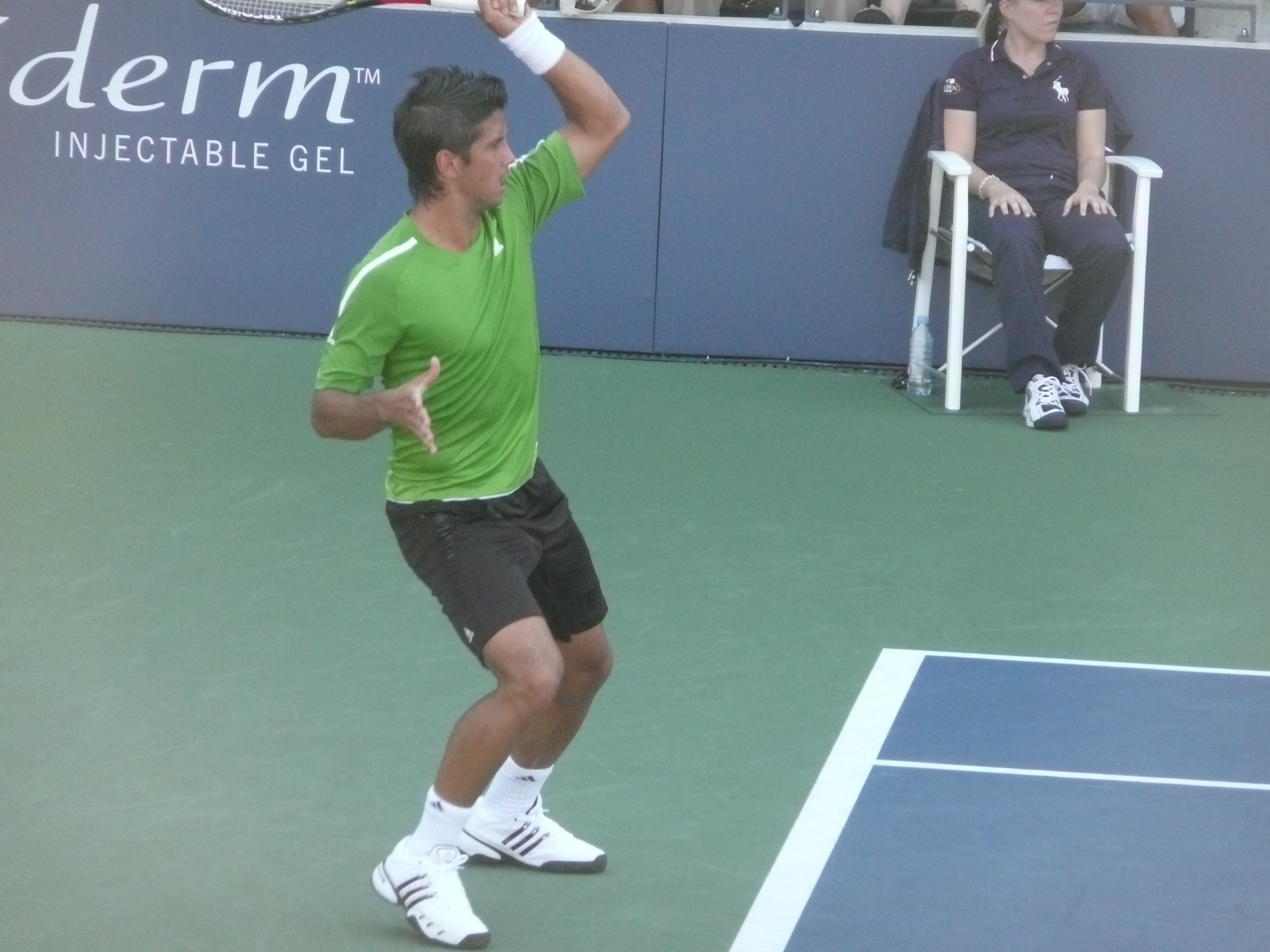
Вердаско на Відкритому чемпіонаті США з тенісу

У 2005 році двічі обіграв Енді Роддіка: на «Мастерс» в Маямі та в Римі. На US Open Фернандо Вердаско вперше в кар'єрі дійшов до четвертого кола турніру «Великого шолома», програвши Яркко Ніемінену.
У 2006 році зупинився в четвертому колі «Вімблдону», програвши Штепанеку. У другій половині сезону майже всі турніри покидав після першого кола.
У 2007 Фернандо Вердаско вийшов до четвертого кола на «Ролан Гаррос», де поступився Новаку Джоковічу. Вийшов у фінал в Санкт-Петербурзі, який програв Енді Мюррею. За підсумками сезону піднявся на 27 рядок у світовому рейтингу.
На Australian Open-2008 Вердаско вибув у другому колі. У продовженні сезону виграв турнір в Умазі (Хорватія).
Фернандо Вердаско — півфіналіст Відкритого чемпіонату Австралії — 2009. Чотири рази за сезон доходив до чвертьфіналу турнірів серії Masters. Дебютував за збірну в 2005 році. Найчастіше грає в парі з Фелісіано Лопесом.
На початок 2009 р. займав 15 рядок світового рейтингу ATP. З лютого по 3 серпня 2009 р. увійшов до ТОП 10 найкращих тенісистів світу. На 30.11.2009 — 9 рядок.
За всю професійну кар'єру Фернандо Вердаско поки не виграв жодного турніру серії «Великого Шолома» і не займав 1-й рядок рейтингу ATP.

## Фінали турнірів Асоціація тенісистів-професіоналів за кар'єру (19)

### Одиночний розряд (16)

#### Перемоги (5)
| Титули (5)                                            |
| ----------------------------------------------------- |
| Турніри Великого Шолома (0)                           |
| Кубок Мастерс / Фінал Світового туру (0)              |
| Турніри серії Masters / Світовий тур Мастерс 1000 (0) |
| ATP International series Gold / Світовий тур 500 (1)  |
| ATP International series / Світовий тур 250 (4)       |

| №  | Дата        | Турнір             | Покриття | Суперник у фіналі | Рахунок       |
| 1. | 12 кві 2004 | Валенсія, Іспанія  | Ґрунт    | Альберт Монтаньес | 7-63 6-3      |
| 2. | 20 лип 2008 | Умаг, Хорватія     | Ґрунт    | Ігор Андреєв      | 3-6 6-4 7-64  |
| 3. | 29 сер 2009 | Нью-Хейвен, США    | Хард     | Сем Куеррі        | 6-4 7-66      |
| 4. | 14 лют 2010 | Сан-Хосе, США      | Хард (I) | Енді Роддік       | 3-6 6-4 6-4   |
| 5. | 25 кві 2010 | Барселона, Іспанія | Ґрунт    | Робін Седерлінг   | 6-3, 4-6, 6-3 |

#### Поразки (11)
| №   | Дата          | Турнір                     | Покриття | Суперник у фіналі      | Рахунок         |
| 1.  | 7 бер 2004    | Акапулько, Мексика         | Ґрунт    | Карлос Мойя            | 3-6 0-6         |
| 2.  | 30 чер 2005   | Кицбюель, Австрія          | Ґрунт    | Гастон Гаудіо          | 6-2 2-6 4-6 4-6 |
| 3.  | 27 жов 2007   | Санкт-Петербург, Росія     | Килим    | Енді Маррей            | 2-6 3-6         |
| 4.  | 22 чер 2008   | Ноттінгем, Велика Британія | Трава    | Іво Карлович           | 5-7 7-64 6-78   |
| 5.  | 11 січ 2009   | Брисбен, Австралія         | Хард     | Радек Штепанек         | 6-3 3-6 4-6     |
| 6.  | 4 жов 2009    | Куала-Лумпур, Малайзія     | Хард (I) | Микола Давіденко       | 4-6 5-7         |
| 7.  | 18 кві 2010   | Монте-Карло, Монако        | Ґрунт    | Рафаель Надаль         | 0-6 1-6         |
| 8.  | 22 тра 2010   | Ніцца, Франція             | Ґрунт    | Рішар Гаске            | 3-6 7-5 6-75    |
| 9.  | 13 лют 2011   | Сан-Хосе, США              | Хард     | Милош Раоніч           | 6-76 6-75       |
| 10. | 1 травня 2011 | Ешторіл, Португалія        | Ґрунт    | Хуан Мартін дель Потро | 2−6 2−6         |
| 11. | 31 лип 2011   | Гштад, Швейцарія           | Ґрунт    | Марсель Гранольєрс     | 4-6, 6-3, 3-6   |

### Парний розряд (3)

#### Перемоги (1)
| №  | Дата       | Турнір            | Покриття | Партнер         | Суперники у фіналі      | Рахунок |
| 1. | 1 лис 2004 | Стокгольм, Швеція | Хард (I) | Фелісіано Лопес | Уейн Артурс & Пол Хенлі | 6-4 6-4 |

#### Поразки (2)
| №  | Дата        | Турнір              | Покриття | Партнер               | Суперники у фіналі               | Рахунок |
| 1. | 22 лип 2007 | Штутгарт, Німеччина | Ґрунт    | Гільєрмо Гарсія-Лопес | Франтішек Чермак & Леош Фрідль   | 6-4 6-4 |
| 2. | 11 січ 2009 | Брисбен, Австралія  | Хард     | Міша Звєрєв           | Марк Жікель & Жо-Вільфрід Тсонга | 6-4 6-3 |

### Командні турніри

#### Перемоги (2)
| №  | Рік  | Турнір       | Команда                           | Суперник у фіналі                                      | Рахунок |
| 1. | 2008 | Кубок Девіса | Ф. Вердаско, Ф. Лопес, Д. Феррер  | Х. Акасусо, Х. М. Дель Потро, А. Кальєри, Д. Налбандян | 3-1     |
| 2. | 2009 | Кубок Девіса | Вердаско, Ф. Лопес, Надаль Феррер | Бердих, Длоугі, Гайєк, Штепанек                        | 5-0     |

## Цікаві факти
Фернандо Вердаско — фанат мадридського «Реала».
У числі колишніх подруг Фернандо — аргентинська тенісистка Хісела Дулко і іспанська модель Дафна Фернандес.